# Бун (окръг, Индиана)
Вижте пояснителната страница за други значения на Бун.
Окръг Бун (на английски: Boone County) е окръг в щата Индиана, Съединени американски щати. Площта му е 1096 km², а населението е 70 812 души (1 април 2020). Административен център е град Лебанън.